# Dél-koreai U20-as női labdarúgó-válogatott
A dél-koreai U20-as női labdarúgó-válogatott (hangul: 대한민국 여자 U-20 축구 국가대표팀, handzsa: 大韓民國 女子 U-20 蹴球 國家代表팀, RR: Daehan Minguk yeoja U-20 chukku gukkadaepyotim) képviseli Dél-Koreát a nemzetközi U20-as női labdarúgó eseményeken. A csapatot a dél-koreai labdarúgó-szövetség szervezi és irányítja. A női válogatott szövetségi kapitánya Ho Dzsongdzse (Hur Jung-jae).
A válogatott U20-as női labdarúgó-világbajnokságra hat alkalommal, U19-es női Ázsia-bajnokságra pedig tíz alkalommal kvalifikálta magát. Előbbinél a legjobb eredmény harmadik helyezés volt 2010-ben, utóbbi esetében első helyezést értek el kétszer is, a 2004-es, illetve a 2013-as bajnokságokon.

## Edzők
2020. október 20-i adat szerint.
- Kim Undzsong (Kim Eun-jung)
- Kang Mindzsong (Kang Min-jung)
- Cso Minhjok (Cho Min-hyuck)
- Hvangbo Szu (Hwangbo Su)

## Versenyeredmények

### U20-as női labdarúgó-világbajnokság
| U19-es női labdarúgó-világbajnokság eredmények | U19-es női labdarúgó-világbajnokság eredmények | U19-es női labdarúgó-világbajnokság eredmények | U19-es női labdarúgó-világbajnokság eredmények | U19-es női labdarúgó-világbajnokság eredmények | U19-es női labdarúgó-világbajnokság eredmények | U19-es női labdarúgó-világbajnokság eredmények | U19-es női labdarúgó-világbajnokság eredmények | U19-es női labdarúgó-világbajnokság eredmények |
| Helyszín és év                                 | Eredmény                                       | M                                              | Gy                                             | D                                              | V                                              | Rg                                             | Kg                                             |                                                |
| ---------------------------------------------- | ---------------------------------------------- | ---------------------------------------------- | ---------------------------------------------- | ---------------------------------------------- | ---------------------------------------------- | ---------------------------------------------- | ---------------------------------------------- | ---------------------------------------------- |
| 2002                                           | Nem jutott be                                  | Nem jutott be                                  | Nem jutott be                                  | Nem jutott be                                  | Nem jutott be                                  | Nem jutott be                                  | Nem jutott be                                  | Nem jutott be                                  |
| 2004                                           | Csoportkör                                     | 3                                              | 1                                              | 0                                              | 2                                              | 3                                              | 5                                              |                                                |
| U20-as női labdarúgó-világbajnokság eredmények |                                                |                                                |                                                |                                                |                                                |                                                |                                                |                                                |
| Helyszín és év                                 | Eredmény                                       | M                                              | Gy                                             | D                                              | V                                              | Rg                                             | Kg                                             |                                                |
| 2006                                           | Nem jutott be                                  | Nem jutott be                                  | Nem jutott be                                  | Nem jutott be                                  | Nem jutott be                                  | Nem jutott be                                  | Nem jutott be                                  | Nem jutott be                                  |
| 2008                                           | Nem jutott be                                  | Nem jutott be                                  | Nem jutott be                                  | Nem jutott be                                  | Nem jutott be                                  | Nem jutott be                                  | Nem jutott be                                  | Nem jutott be                                  |
| 2010                                           | Bronzérmes                                     | 6                                              | 4                                              | 0                                              | 2                                              | 13                                             | 9                                              |                                                |
| 2012                                           | negyeddöntős                                   | 4                                              | 2                                              | 0                                              | 2                                              | 5                                              | 5                                              |                                                |
| 2014                                           | negyeddöntős                                   | 4                                              | 1                                              | 2                                              | 1                                              | 4                                              | 4                                              |                                                |
| 2016                                           | Csoportkör                                     | 3                                              | 1                                              | 0                                              | 2                                              | 3                                              | 4                                              |                                                |
| 2018                                           | Nem jutott be                                  | Nem jutott be                                  | Nem jutott be                                  | Nem jutott be                                  | Nem jutott be                                  | Nem jutott be                                  | Nem jutott be                                  | Nem jutott be                                  |
| 2021                                           | Folyamatban                                    | Folyamatban                                    | Folyamatban                                    | Folyamatban                                    | Folyamatban                                    | Folyamatban                                    | Folyamatban                                    | Folyamatban                                    |
| Összesen                                       | 6/10                                           | 20                                             | 9                                              | 2                                              | 9                                              | 28                                             | 27                                             |                                                |

### U19-es női Ázsia-bajnokság
| U19-es női Ázsia-bajnokság eredmények | U19-es női Ázsia-bajnokság eredmények | U19-es női Ázsia-bajnokság eredmények | U19-es női Ázsia-bajnokság eredmények | U19-es női Ázsia-bajnokság eredmények | U19-es női Ázsia-bajnokság eredmények | U19-es női Ázsia-bajnokság eredmények | U19-es női Ázsia-bajnokság eredmények | U19-es női Ázsia-bajnokság eredmények |
| Helyszín és év                        | Eredmény                              | M                                     | Gy                                    | D                                     | V                                     | Rg                                    | Kg                                    |                                       |
| ------------------------------------- | ------------------------------------- | ------------------------------------- | ------------------------------------- | ------------------------------------- | ------------------------------------- | ------------------------------------- | ------------------------------------- | ------------------------------------- |
| 2002                                  | Csoportkör                            | 3                                     | 2                                     | 0                                     | 1                                     | 17                                    | 7                                     |                                       |
| 2004                                  | Aranyérmes                            | 6                                     | 6                                     | 0                                     | 0                                     | 21                                    | 2                                     |                                       |
| 2006                                  | Csoportkör                            | 3                                     | 1                                     | 0                                     | 2                                     | 13                                    | 4                                     |                                       |
| 2007                                  | Negyedik hely                         | 5                                     | 2                                     | 2                                     | 1                                     | 10                                    | 3                                     |                                       |
| 2009                                  | Ezüstérmes                            | 5                                     | 3                                     | 0                                     | 2                                     | 10                                    | 5                                     |                                       |
| 2011                                  | Negyedik hely                         | 5                                     | 2                                     | 1                                     | 2                                     | 11                                    | 9                                     |                                       |
| 2013                                  | Aranyérmes                            | 5                                     | 4                                     | 1                                     | 0                                     | 15                                    | 4                                     |                                       |
| 2015                                  | Bronzérmes                            | 5                                     | 3                                     | 0                                     | 2                                     | 20                                    | 2                                     |                                       |
| 2017                                  | Csoportkör                            | 3                                     | 1                                     | 0                                     | 2                                     | 5                                     | 1                                     |                                       |
| 2019                                  | Bronzérmes                            | 5                                     | 3                                     | 0                                     | 2                                     | 13                                    | 7                                     |                                       |
| Összesen                              | 10/10                                 | 45                                    | 27                                    | 4                                     | 14                                    | 135                                   | 47                                    |                                       |

*A döntetlenekbe a büntetőrúgásokkal eldöntött mérkőzések száma is beleszámít.

## Jelenlegi keret
2020. október 20-i adat szerint.
|  | K  | Kim Minjong (김민영, Kim Min-young)     | 2001. november 14. (23 éves)   |  |  | Ulszan (Ulsan) Tudományegyetem                |  |  |
|  | K  | Kim Szudzsong (김수정, Kim Su-jung)     | 2001. szeptember 12. (23 éves) |  |  | Szedzsong Korjo (Sejong Goryeo) Egyetem       |  |  |
|  | K  | Cson Szoun (전소은, Jeoun So-eun)       | 2001. február 13. (24 éves)    |  |  | Üdok (Uiduk) Egyetem                          |  |  |
|  | K  | Cso Ara (조아라, Jo A-ra)               | 2001. december 20. (23 éves)   |  |  | Kangvon (Gangwon) Tartományi Egyetem          |  |  |
|  |    |                                         |                                |  |  |                                               |  |  |
|  | V  | Ku Cshehjon (구채현, Koo Chae-hyeon)    | 2000. november 26. (24 éves)   |  |  | Szedzsong Korjo (Sejong Goryeo) Egyetem       |  |  |
|  | V  | Kim Mindzsi (김민지, Kim Min-ji)        | 2003. augusztus 21. (21 éves)  |  |  | Hvacshon (Hwacheon) Információipari Gimnázium |  |  |
|  | V  | Kim Szojon (김서연, Kim Seo-yeon)       | 2000. december 13. (24 éves)   |  |  | Szedzsong Korjo (Sejong Goryeo) Egyetem       |  |  |
|  | V  | No Dzsinjong (노진영, Noh Jin-young)    | 2000. június 3. (24 éves)      |  |  | Cshungnam Danguk (Chungnam Dankook) Egyetem   |  |  |
|  | V  | Mun Hajon (문하연, Mun Ha-yeon)         | 2002. május 27. (22 éves)      |  |  | Hvacshon (Hwacheon) Információipari Gimnázium |  |  |
|  | V  | Sin Bomi (신보미, Shin Bo-mi)           | 2000. március 14. (25 éves)    |  |  | Üdok (Uiduk) Egyetem                          |  |  |
|  | V  | Jun Hjondzsi (윤현지, Yun Hyeon-ji)     | 2000. január 19. (25 éves)     |  |  | Üdok (Uiduk) Egyetem                          |  |  |
|  | V  | I Dokcsu (이덕주, Lee Deok-ju)          | 2000. december 26. (24 éves)   |  |  | Kangvon (Gangwon) Tartományi Egyetem          |  |  |
|  | V  | I Judzsin (이유진, Lee Yu-jin)          | 2000. május 15. (24 éves)      |  |  | Szedzsong Korjo (Sejong Goryeo) Egyetem       |  |  |
|  | V  | Csong Judzsin (정유진, Jeong Yu-jin)    | 2000. december 25. (24 éves)   |  |  | Ulszan (Ulsan) Tudományegyetem                |  |  |
|  | V  | Cso Mina (조민아, Jo Min-a)             | 2000. október 26. (24 éves)    |  |  | Ulszan (Ulsan) Tudományegyetem                |  |  |
|  |    |                                         |                                |  |  |                                               |  |  |
|  | KP | Kim Szudzsin (김수진, Kim Soo-jin)      | 2000. február 4. (25 éves)     |  |  | Üdok (Uiduk) Egyetem                          |  |  |
|  | KP | Pak Hjedzsong (박혜정, Park Hye-jeong)  | 2000. március 30. (24 éves)    |  |  | Szedzsong Korjo (Sejong Goryeo) Egyetem       |  |  |
|  | KP | I Unjong (이은영, Lee Eun-young)        | 2002. március 31. (22 éves)    |  |  | Ulszan Hjonde (Ulsan Hyundai) Egyetem         |  |  |
|  | KP | Csong Minjong (정민영, Jung Min-young)  | 2000. szeptember 28. (24 éves) |  |  | Szedzsong Korjo (Sejong Goryeo) Egyetem       |  |  |
|  | KP | Kim Mjongdzsin (김명진, Kim Myeong-jin) | 2002. december 20. (22 éves)   |  |  | Hvacshon (Hwacheon) Információipari Gimnázium |  |  |
|  | KP | I Szeran (이세란, Lee Se-ran)           | 2002. április 13. (22 éves)    |  |  | Phohang (Pohang) Női Elektronikai Gimnázium   |  |  |
|  |    |                                         |                                |  |  |                                               |  |  |
|  | CS | Kang Dzsiu (강지우, Kang Ji-woo)        | 2000. május 9. (24 éves)       |  |  | Szedzsong Korjo (Sejong Goryeo) Egyetem       |  |  |
|  | CS | Pak Midum (박믿음, Park Mid-eum)        | 2000. augusztus 26. (24 éves)  |  |  | Üdok (Uiduk) Egyetem                          |  |  |
|  | CS | I Dzsongmin (이정민, Lee Jeong-min)     | 2000. november 11. (24 éves)   |  |  | Üdok (Uiduk) Egyetem                          |  |  |
|  | CS | Csang Jubin (장유빈, Jang You-been)     | 2002. február 10. (23 éves)    |  |  | Tedok (Daeduk) Egyetem                        |  |  |
|  | CS | Cso Midzsin (조미진, Cho Mi-jin)        | 2001. április 4. (23 éves)     |  |  | Szedzsong Korjo (Sejong Goryeo) Egyetem       |  |  |
|  | CS | Hjon Szulgi (현슬기, Hyun Seul-gi)      | 2001. január 28. (24 éves)     |  |  | Kangvon (Gangwon) Tartományi Egyetem          |  |  |

## Külső hivatkozások
- Hivatalos honlap (koreai nyelven)
- A keretről a FIFA honlapján Archiválva 2017. június 23-i dátummal a Wayback Machine-ben